# 立野公園
立野公園（たてのこうえん）は、東京都練馬区にある区立公園（都市公園）。1994年開園。

## 概要
中央大学の八王子市移転に伴い、前身の中大吉祥寺運動場（1935年に野球場用地として購入）の跡地を利用し開園。敷地面積は約22,000 m2。そのうち約7,000 m2が広場として整備された。
区立の公園としては珍しく、ルールを守れば犬を連れての入園が可能。
練馬区が1992年（平成4年）に「友好・協力交流に関する合意書」に調印した縁で、北京市海淀区から、碧桃樹（へきとうじゅ）と呼ばれる花桃の苗木が贈られたことを記念して作られた桃花源（とうかげん）という中国式の庭園もある。

## 主要な施設
- 生態池、遊具、築山、じゃぶじゃぶ池、水飲み場、トイレ
- その他：たこあげ広場

## 所在地
- 東京都練馬区立野町32番1号

## アクセス
- 西武新宿線「大泉学園駅」南口・JR線「吉祥寺駅」を結ぶ西武バス 吉61・62系統
- 西武新宿線「武蔵関駅」・JR線「吉祥寺駅」を結ぶ西武バス 吉61・62系統

いずれも「関町南二丁目」下車で徒歩約5分

## 近隣の施設
- 善福寺公園
- 成蹊大学